# Lash

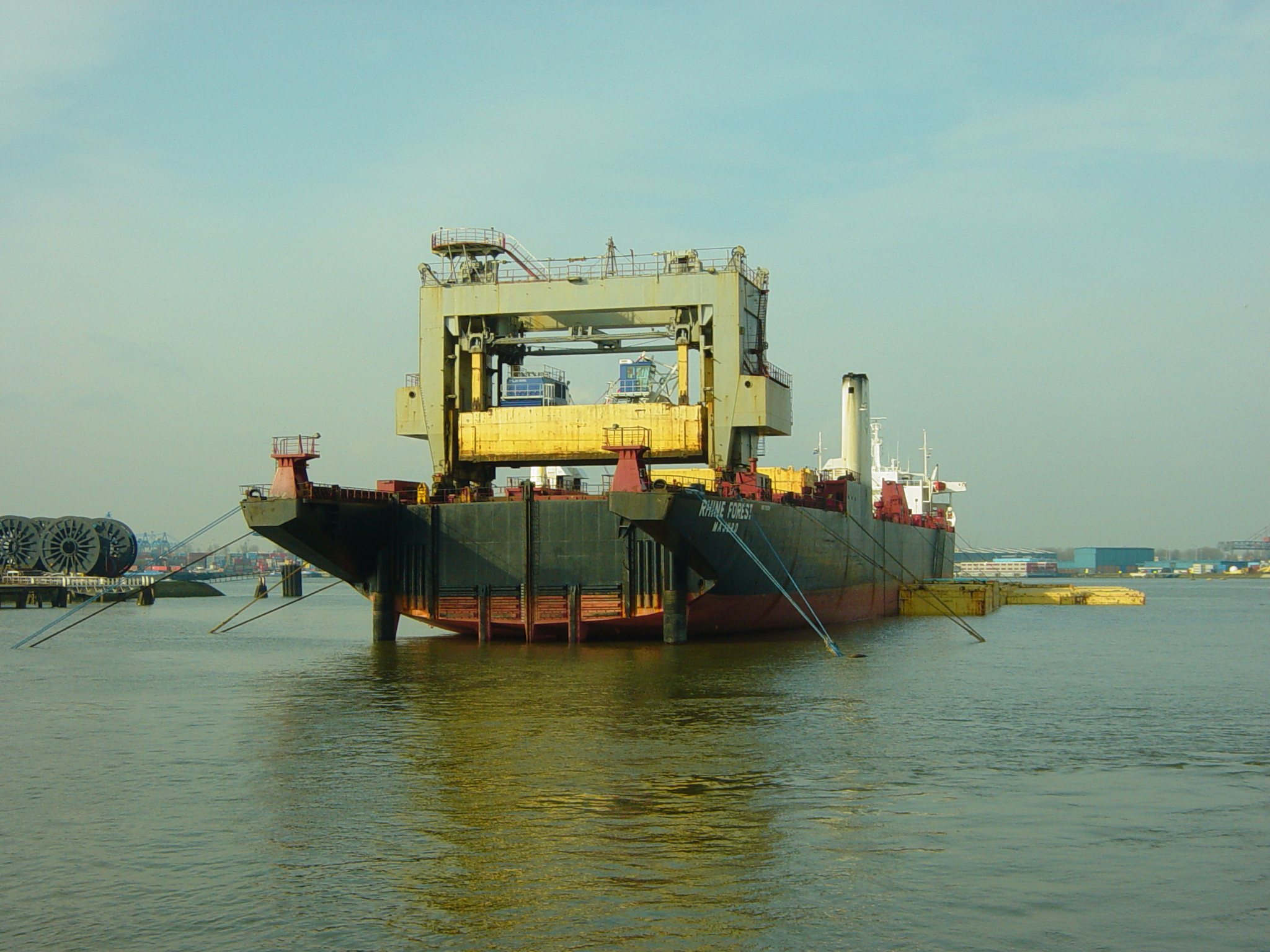
MV Rhine Forest i Rotterdams hamn 2006.

Lash (från engelska: lighter aboard ship) är ett sjötransportsystem, där ett stort antal pråmar (lighters) lastas och tillsluts på skilda platser inom en region för att sedan bogseras på kanaler etc som flytande containrar till en utskeppningshamn.
Där lyfts de ombord på ett specialkonstruerat fartyg och fraktas till en annan kontinent, där de distribueras till olika lossningsplatser.
Det första lashfartyget i svensk ägo var Bilderdyk, som övertogs av Broströmskoncernen 1974.